# Dětmarovice
Dětmarovice är en ort i Tjeckien. Den ligger i den östra delen av landet, 290 km öster om huvudstaden Prag. Dětmarovice ligger 230 meter över havet och antalet invånare är 3 821.
Terrängen runt Dětmarovice är platt. Runt Dětmarovice är det mycket tätbefolkat, med 1 056 invånare per kvadratkilometer. Närmaste större samhälle är Ostrava, 14,4 km sydväst om Dětmarovice. Runt Dětmarovice är det i huvudsak tätbebyggt.